# デスロック/戦略ガス兵器を追え!
『デスロック/戦略ガス兵器を追え!』（せんりゃくガスへいきをおえ、Cover-Up）は、1991年のアメリカ合衆国のアクション映画。マニー・コト監督、ドルフ・ラングレン、ルイス・ゴセット・ジュニア、ジョン・フィン出演。

## ストーリー
ベッドフォード海軍基地に、アラブ人の2人の男が乗ったトラックがやってきて、兵士がトラックの中を調べた途端大爆発して門を破壊した。パニックになった基地内に、兵士に扮した別の2人の男が見張り兵を殺して兵器庫に侵入し、兵器庫に保管されていた極秘のガス兵器を盗んでいった。
ジャーナリストのマイク・アンダーソンは、基地襲撃事件の取材をするためイスラエルに飛び、記者会見会場である海軍本部を訪れる。そこで会見を主導していたのは、旧友の海軍大佐であるジェフ・クーパーとその婚約者でマイクの元恋人のスーザンだった。会見後、マイクとジェフが雑談をしていると、CIAのルー・ジャクソンがジェフを呼びつけたため2人は昼食を共にすることを決めて別れ、ジェフはジャクソンから公にされていない兵器強奪事件を解決するよう命令される。マイクはスーザンと過去のいざこざについて話し合うがけんかになってしまい、そのときジャクソンがスーザンに面会に来たためマイクは夕食の約束をして、その足で現場となった基地へ視察に出かける。一方ジャクソンは、スーザンとの面会後大使と会談し、基地に保管されていたことを知らされていなかったため不満気な大使に、強奪されたガス兵器を絶対に取り返すことを誓う。基地の視察後、ビリヤード場に来ていたマイクはそこにいた海兵から、メディアに公表されていない兵器庫の状況についての情報を聞かされ、死亡した兵士がそこの見張りだったと知る。ジェフとの昼食で、マイクは彼に兵器庫で本当は何があったか尋ねるが、今はまだ話せないため少し待つように頼まれる。その後疲れがたまっていたマイクは、スーザンとの約束を忘れて寝込み、翌朝彼女から連絡がきて朝食に誘われる。マイクがスーザンと朝食をとっているとジェフから電話が来て、会って話したいことがあるとバスケットボールスタジアムに呼び出される。スタジアムにきたマイクはジェフから、兵器庫に保管されていた極秘のガス兵器が盗まれて、ジャクソンがその責任をすべて自分に押し付けていると聞かされる。しかしジェフと別れた直後、彼が乗った車が爆発炎上してしまう。
ジャクソンからジェフと何について話したか聞かれるマイクだが、ジャクソンを疑っていたため黙秘し、婚約者を失ったスーザンに会いに行く。

## キャスト
| 役名                   | 俳優                       | 日本語吹替 |
| ---------------------- | -------------------------- | ---------- |
| マイク・アンダーソン   | ドルフ・ラングレン         | 大塚明夫   |
| ルー・ジャクソン       | ルイス・ゴセット・ジュニア | 内海賢二   |
| ジェフ・クーパー       | ジョン・フィン             | 江原正士   |
| スーザン・クリフォード | リサ・バークレー           | 高島雅羅   |
| 大使                   | ジャック・ワイダーカー     | 中村正     |
| アドナン・ザヒド       | ジョナサン・ケルキ         | 清川元夢   |
| テレビアナウンサー     | マイケル・グリーンスパン   | 村松康雄   |
| アラブ人運転手         | ザドック・ザラム           | 田原アルノ |
| ビリヤード場の海兵     | ドール・ツェーゲンボイム   | 金尾哲夫   |
| ビリヤード場の海兵2    | マーク・ハリソン           | 福田信昭   |
| 娼婦                   | ローズ・メシヒ             | 滝沢久美子 |
| タクシー運転手         | マッティ・セリ             | 稲葉実     |
| アラブ人護衛           | ウーリ・ガヴリエル         | 金尾哲夫   |
| アラブ人護衛2          | ヤコブ・グヴィル＝コーエン | 星野充昭   |

## スタッフ
- 監督：マニー・コト
- 脚本：ウィリアム・タネン
- 製作：シャロン・ハレル、ジェイコブ・コッキー
- 製作総指揮：ジェーン・バークレイ、ボブ・ミシオロウスキー
- 撮影監督：デヴィッド・ガーフィンケル
- プロダクションデザイナー：アリエル・ロシュコ
- 編集：ブライアン・オーツ
- 音楽：ブルーノ・ルーチョウアン
- 衣裳デザイン：ラケフェット・レヴィ
- 吹替翻訳：五味澤かつお
- 吹替演出：清水勝則
- 吹替調整：兼子芳博
- 吹替効果：南部満治、大橋勝次、河合直
- 吹替製作：ザック・プロモーション